# 佩讷明德陆军研究中心

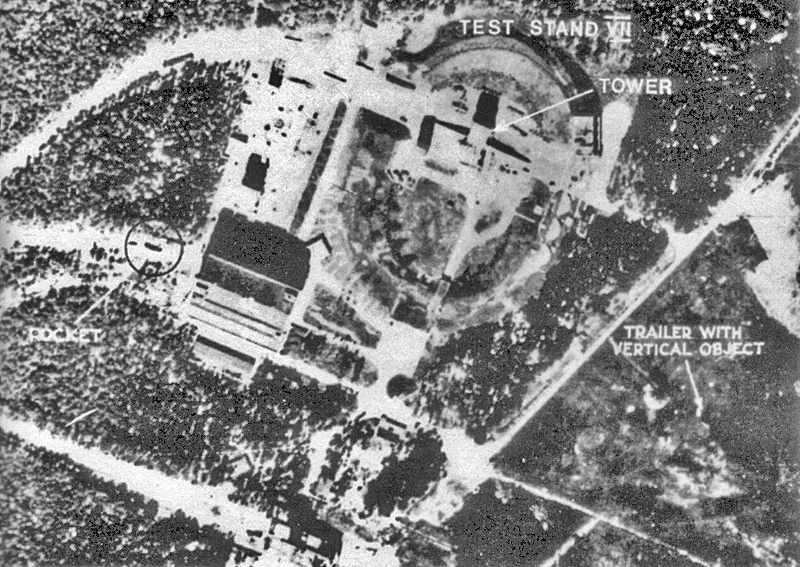
佩讷明德陆军研究中心

佩讷明德陆军研究中心（德語：Heeresversuchsanstalt Peenemünde）是德国陆军武器局（Heereswaffenamt）下轄的五座试验场之一:85，于1937年建成。二战时期，佩讷明德陆军研究中心的人员曾研发过一些导弹和火箭，其中就包括V-2火箭。1943年8月，在盟军的十字弓行動中，研究中心遭英军空袭；1945年5月，苏军占领佩讷明德陆军研究中心。